# Oliver Letwin
Oliver Letwin, född 19 maj 1956 i London, är en brittisk konservativ politiker. Mellan 1997-2019 representerade han valkretsen West Dorset i underhuset. Han var kansler för hertigdömet Lancaster 2014–2016.